# لندووو-اوشدله
لندووو-اوشدله (به لاتین: Lędowo-Osiedle) یک روستا در لهستان است که در گمینا اوستکا واقع شده‌است. لندووو-اوشدله ۲۸۰ نفر جمعیت دارد.